# Hidroxilamina oxidorreductasa
Hidroxilamina oxidorreductasa (EC 1.7.99.8 1.7.99.8, HAO (ambiguo)) es una enzima con nombre sistemático hidrazina: aceptor oxidorreductasa. Esta enzima cataliza la reacción química siguiente
hidrazina + aceptor {\displaystyle \rightleftharpoons } N2 + aceptor reducido
Hidroxilamina oxidorreductasa está implicada en el mecanismo de oxidación del amonio anaeróbico en bacterias anammox.